# 총관
총관(摠管/总管)은 한국과 중국에서 사용하던 관직이다.
신라에서는 군지휘관 및 지방관직으로 사용되었으며, 원나라가 고려를 간접 통치하기 위한 관직으로도 사용되었다. 조선에서는 도총관(都摠官)이라고 불리며 5위도총부(五衛都摠府)에서 군무(軍務)를 총괄한 최고 군직이었다.